# 莱瓦贾科斯足球俱乐部
利華迪亞高斯足球會（希臘語：Α.Π.Ο. Λεβαδειακός）是希臘中希臘大區维奥蒂亚专区首府萊瓦賈市的足球會，現時在希臘足球超級聯賽參賽。

## 外部連結
- 官方网站 （页面存档备份，存于）